# Pelendons

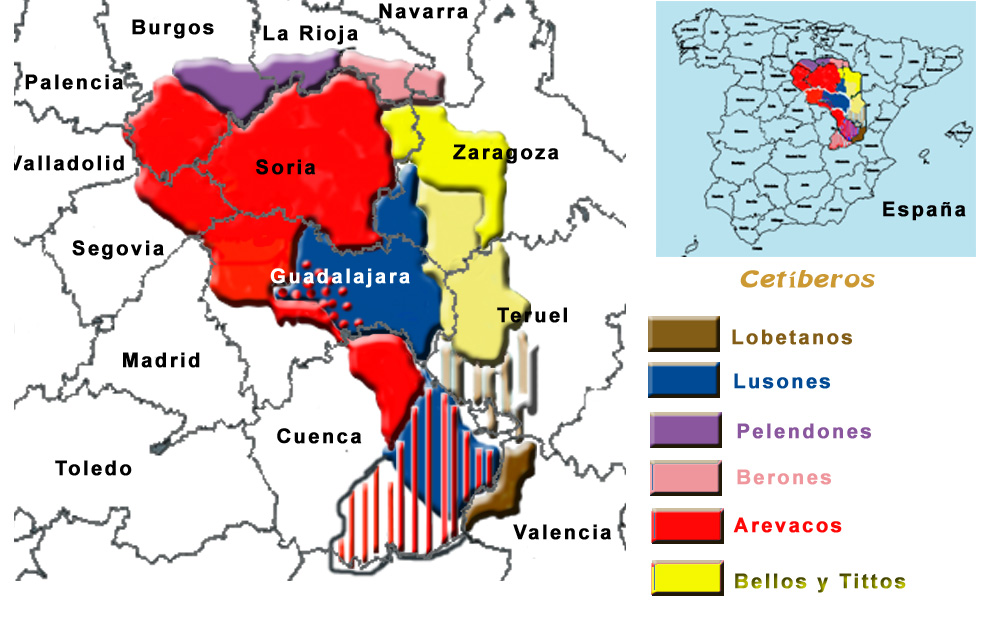
Possible situation des Celtibères, incluant les Pelendons, dans la Péninsule Ibérique.

Les Pelendons sont un peuple celtibère qui habitait la région des sources du Duero, au nord de la province de  Soria, au sud-est de celle de Burgos et au sud-ouest de celle de La Rioja. Au sud, ils avaient pour voisins les Arvaques et à l'est les Berones.

## Origine
Des sources utilisent aussi le nom de Cerindones pour les nommer. Selon Appien, ils étaient apparentés aux Arvaques et ce qui est numantins. Les Arvaques les poussèrent au nord de la province de Soria.
L'origine de ce peuple est difficile à établir. Les études de Pere Bosch Gimpera leur attribuent un territoire qui était étendu, au moins, depuis Ágreda à Salas de los Infantes, et de la Sierra de Cabrejas aux pics d'Urbión.

## Cités
On attribue aux Pelendons la culture appelée Cultura de los castros sorianos.
- Augustóbriga : entre Turiasu et Numance. Muraille de 3 km de périmètre. Elle obtient le statut de commune.

- Numance : Pline l'Ancien la situe chez les Pelendons. La ville décide de résister aux Romains. Le général romain Scipion l'assiégea pendant presque un an avant d'obtenir sa reddition. L'urbanisme qui nous reste est romain.

- Savia : on n'a pas trouvé de restes de ce village.

- Viscintium : vestiges du premier âge de fer et des inscriptions funéraires romaines.

Ces installations étaient les castros, caractéristiques du second Âge du fer. Ils se situent dans des lieux stratégiques protégés par la nature et défendus par une muraille, un fossé ou des pierres descendues. Ses dimensions sont réduites. Les maisons sont généralement circulaires mais également rectangulaires. Les nécropoles sont associées à la culture des champs d'urnes.

## Économie

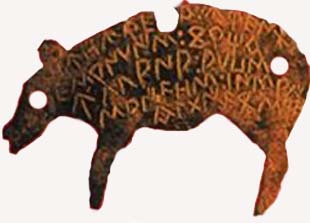
Tesson d'hospitalité celtibère, trouvé à Uxama (Osma, Soria, Espagne).

L'agriculture est modeste. La base alimentaire est le lait et la viande, principalement le bovin et le lapin. Les moutons sont élevés pour la laine.

## Religion
D'après l'archéologie et l'épigraphie, il y avait une divinité en rapport avec la lune, le dieu celte Dis Pater.
Divinités :
- Lugodes : mis en rapport avec la triade du panthéon celte.
- Matres : du monde celte, il symbolise la fertilité.
- Drusuna : protecteur du monde végétal.

Les prêtres menaient à bien les cérémonials et les sacrifices. Ils effectuaient les cérémonies à l'air libre. Ils croyaient à l'immortalité. Les combattants tués étaient laissés sur place pour que les vautours les portent au ciel.